# Atimia dorsalis
Atimia dorsalis es una especie de escarabajo longicornio del género Atimia, tribu Atimiini, subfamilia Lamiinae. Fue descrita científicamente por LeConte en 1869.
La especie se mantiene activa durante los meses de marzo, abril, mayo, septiembre, octubre y noviembre.

## Descripción
Mide 6-12 milímetros de longitud.

## Distribución
Se distribuye por Canadá, Estados Unidos y México.